# Branîțea, Bobrovîțea
Branîțea (în ucraineană Браниця) este o comună în raionul Bobrovîțea, regiunea Cernihiv, Ucraina, formată numai din satul de reședință.

## Demografie
Componența lingvistică a comunei Branîțea
     Ucraineană (97,54%)
     Rusă (1,97%)
     Alte limbi (0,16%)
Conform recensământului din 2001, majoritatea populației comunei Branîțea era vorbitoare de ucraineană (97,54%), existând în minoritate și vorbitori de rusă (1,97%).